# Mário Mercator
Mário Mercator (em latim: Marius Mercator; provavelmente no norte da África c. 390—logo depois de 451 (61 anos) foi um escritor eclesiástico cristão.

## História
Em 417 ou 418, Mário estava em Roma e lá escreveu dois tratados contra os pelagianos e submeteu-os a Santo Agostinho. De 429 até cerca de 448, esteve em Constantinopla.
Suas obras, a maioria traduções e compilações de trechos de escritores gregos, ortodoxos e heréticos, foram impressas pela primeira vez por Jean Garnier (Paris, 1673) e reimpressas na Patrologia Latina  de Migne (P.L. XLVIII, Paris, 1846). Foram também editadas por Baluze (Paris, 1684), uma versão reimpressa com correções na "Bibliotheca veterum Patrum", VIII (Veneza, 1772), 613-738,  de Andrea Gallandi. Seus tratados "Commonitorium super nomine Cælestii", e "Commonitorium adversus hæresim Pelagii et Cælestii vel etiam scripta Juliani" são anti-pelagianas. A primeira teve como resultado a expulsão de Juliano de Eclano e Celéstio de Constantinopla e a condenação de ambos no Concílio de Éfeso em 431.
Contra os nestorianos, Mário escreveu "Epistola de discrimine inter hæresim Nestorii et dogmata Pauli Samosateni, Ebionis, Photini atque Marcelli" e "Nestorii blasphemiarum capitula XII"..
Entre suas traduções estão trechos de Cirilo de Alexandria, Nestório, Teodoro de Mopsuéstia, Teodoreto, Pelágio e outros.